# 롤런드 G. 프라이어 주니어
롤랜드 프라이어 주니어(영어: Roland G. Fryer Jr., 1977년 7월 4일 ~ )는 미국의 경제학자이다. 2011년 맥아더 펠로십 및 2015년 존 베이츠 클라크 메달을 수상했다.

## 학력
- 1994년 ~ 1998년 : 텍사스 대학교 앨링턴 (경제학 학사)
- 1998년 ~ 2002년 : 펜실베이니아 주립 대학교 대학원 (경제학 박사)